# NGC 5617
NGC 5617是一個位於半人馬座的疏散星團。NGC 5617與 Trumpler 22 形成雙疏散星團。它位於南門二西北偏西一度之處。

## 觀測史
NGC 5617是由詹姆士·敦洛普於1826年發現的，並將NGC 5617添加到自編星表中，編號302號。約翰·赫歇爾描述為“IV 級天體，非常豐富；外型是不規則圓形；中間幾乎被壓縮，但邊界分散；大小為15'；有3顆10等星，5或6顆11等星；其餘的恆星比11等更暗。約翰·赫歇爾將其添加到總星表中，編號為3570。
NGC 5617在星雲和星團新總表中，被描述為「大型（10'），西側恆星較多（總共約80顆），中間有恆星聚集，包含8等及更暗的恆星」。

## 外部連結
- WikiSky上关于NGC 5617的内容：DSS2, SDSS, GALEX, IRAS, 氢α, X射线, 天文照片, 天图, 文章和图片